# Rzeźby plenerowe w Nowej Hucie
Rzeźby plenerowe w Nowej Hucie – rzeźby plenerowe na terenie dzielnic Krakowa: Nowa Huta, Bieńczyce, Mistrzejowice.
Rzeźby plenerowe są rozrzucone w różnych częściach Nowej Huty na skwerach, w parkach, na placach zabaw, trawnikach wewnątrz osiedli. Powstawały one masowo w latach 60. i 70. XX w. w czasie odwilży, gdy przestały obowiązywać reguły realizmu socjalistycznego. Władze nowo powstającego miasta stwarzały idealne warunki pracy młodym twórcom. Dużą rolę w popularyzacji sztuki oraz tworzeniu środowiska artystycznego w Nowej Hucie odgrywała Spółdzielnia Mieszkaniowa „Hutnik”, która współpracowała z Zarządem Okręgu ZPAP oraz Stowarzyszeniem Twórczym „Nowa Huta”, które powstało z inicjatywy Janusza Trzebiatowskiego w 1969 roku. Młodzi artyści, w większości absolwenci krakowskiej ASP, otrzymywali mieszkania, pracownie, stypendia, w zamian za to ich rzeźby zaczęły zdobić przestrzeń zieloną Nowej Huty. Dzieła, które powstały w tym okresie, mają różną wartość artystyczną, różne style. Artyści zastosowali różnorodne techniki i materiały. W Nowej Hucie zachowało się wiele rzeźb, które były wynikiem tej inicjatywy . W 2018 roku w ramach projektu objętego patronatem Europejskiego Roku Dziedzictwa Kulturowego 2018 powstał szlak plenerowych rzeźb i instalacji nowohuckich.

## Rzeźby wykonane z metalu
| Adres                                                                                    | Ilustracja | Autor           | Rok  | Opis i uwagi | Źródła      |
| ---------------------------------------------------------------------------------------- | ---------- | --------------- | ---- | --- | ----------- |
| os. Tysiąclecia, okolice bloku nr 29                                                     |            | Antoni Hajdecki | 1974 | Rzeźba Spirala kosmiczna. Kompozycja wykonana jest z metalu. Paski blachy połączone poprzeczkami zapętlają się w fantazyjną spiralę. Rzeźba symbolizuje popularny w latach 70. XX w. temat podboju kosmosu | [ 3 ] [ 4 ] |
| os. Tysiąclecia, okolice bloku nr 53, obecnie (2021) plac zabaw                          |            | Marian Kruczek  | 1974 | Rzeźba Zdobyta przestrzeń. Ruchoma metalowa kompozycja przypominająca maszt z żaglem została wykonana z poprzemysłowych odpadów – rur, łańcuchów, części maszyn. (Fotografia z 1998) | [ 3 ] [ 4 ] |
| Skwer przy skrzyżowaniu ul. Bulwarowej i al. Solidarności, w pobliżu Zalewu Nowohuckiego |            | Stanisław Małek | 1977 | Rzeźba Wzlot, potocznie zwana Piszczałki. Abstrakcyjna kompozycja wykonana jest z 72 metalowych okrągłych rurek pomalowanych ciemnoczerwoną farbą umocowanych na czterech zespawanych ze sobą rurach. Cała konstrukcja jest osadzona na fundamencie złożonym z dwóch stalowych płyt zalanych betonem. Według słów autora symbolizuje chęć wzlatywania wyżej, wyzwolenie. Rzeźba ma 7,5 metra wysokości i 4 szerokości. | [ 3 ] [ 4 ] |
| os. Willowe, okolica bloku nr 12                                                         |            | Lucjan Orzech   | 1978 | Rzeźba Ptaki potocznie zwana Choinką wykonana jest z metalu. Składa się z lekko wygiętych trójkątów ułożonych pod różnymi kątami, które osadzone są na postumencie w kształcie wygiętego ostrosłupa, niektóre łączą się między sobą. Widoczne pozostałości farby zielonej, niebieskiej i żółtej | [ 3 ] [ 4 ] |
| os. Wandy, okolica bloku nr 24                                                           |            | Lucjan Orzech   | 1978 | Rzeźba Małe Organy. Abstrakcyjna metalowa kompozycja pomalowana jest na kolor zielony. Składa się z dwóch pionowych profili, między nimi 12 płasko ułożonych trójkątów w części górnej jeden nad drugim i czterech trójkątów przespawanych poniżej do jednego z profili, skierowanych w kierunku bocznym | [ 3 ] [ 4 ] |

## Rzeźby wykonane z betonu, kamienia naturalnego i sztucznego oraz kompozycje z wielu materiałów
| Adres                                                                                   | Ilustracja | Autor                 | Rok                | Opis i uwagi | Źródła      |
| --------------------------------------------------------------------------------------- | ---------- | --------------------- | ------------------ | --- | ----------- |
| Park Wiśniowy Sad, między os. Kolorowym a os. Spółdzielczym, obok placu zabaw           |            | Magdalena Jaroszyńska | 1963               | Rzeźba Flirt wodorostów z muszlą potocznie zwana Ślimakiem lub Muszlą. Kompozycja wykonana jest z betonu, ozdobiona różnokolorową, mozaiką ze szkliwionych płytek ceramicznych. Na postumencie inna nazwa Ślimak i informacja – autor nieznany                                                             |             |
| Park Wiśniowy Sad, niedaleko ul. Boruty–Spiechowicza.                                   |            | Magdalena Jaroszyńska | 1963-1965          | Rzeźba Syrenka. Wykonana jest ze sztucznego kamienia. Smukła postać Syrenki nawiązuje do faktu, że park powstał ze Społecznego Funduszu Odbudowy Stolicy. Ostatnia renowacja rzeźby w 2006 roku | [ 3 ] [ 4 ] |
| Park Ratuszowy, obok al. Róż i osiedli: Słonecznego, Centrum B, Zgody i Szklanych Domów |            | Wiesław Bielak        | 1975               | Rzeźba Akwarium potocznie zwana Rybą. Została wykonana z wapienia pińczowskiego. Przedstawia dwie ryby płynące w różnych kierunkach lub rybę ze spienioną wodą. Rzeźba ma wymiary 250x125x200 cm. Powstała w ramach współpracy Stowarzyszenia Twórczego „Nowa Huta” ze Spółdzielnią Mieszkaniową „Hutnik”. | [ 3 ]       |
| os. Na Skarpie 46, przed budynkiem Samorządowego przedszkola nr 46                      |            | autor nieznany        | lata 60./70. XX w. | Rzeźba Dziewczynka, Przedszkolak lub Ania. Rzeźba na niskim cokole wykonana jest ze sztucznego kamienia, przedstawia dziewczynkę ubraną w sukienkę. Według lokalnej anegdoty jest to dziecko, którego rodzice nie odebrali na czas z przedszkola                                                           | [ 3 ] [ 4 ] |
| os. Wysokie, okolice bloku nr 13                                                        |            | autor nieznany        | lata 70. XX w.     | Rzeźba Niedźwiadki. Wykonana jest z kamienia. Przedstawia dwa niedźwiadki zwrócone do siebie, wyrzeźbione z jednej bryły kamienia, stojące na postumencie z innego kamienia. Powierzchnia rzeźby jest chropowata. Na cokole napis A. Chodorowski                                                           | [ 3 ] [ 4 ] |
| os. Bohaterów Września, ul. Kleeberga, okolice bloku nr 5                               |            | Wiesław Bielak        | 1974               | Rzeźba Kształt przestrzeni lub Oman I. Wykonana jest z wapienia pińczowskiego i składa się z trzech modułów połączonych w jednym ciągu. Ta abstrakcyjna postać spoczywa na betonowej ławie | [ 3 ] [ 4 ] |
| os. Piastów, okolice bloku nr 3                                                         |            | Wiesław Bielak        | 1974               | Rzeźba Macierzyństwo. Przedstawia siedzącą kobietę z dzieckiem na lewym kolanie. Kompozycja wykonana została z wapienia pińczowskiego. W 2017 r. rzeźba poddana została renowacji | [ 3 ] [ 4 ] |
| Planty Bieńczyckie, os. Przy Arce, okolice bloku nr 9                                   |            | autor nieznany        | lata 70. XX w.     | Rzeźba Gitara. Wykonana jest ze sztucznego kamienia i metalu, kształtem przypomina gitarę z ażurowym gryfem | [ 3 ] [ 4 ] |
| os. Przy Arce, okolice bloku nr 5                                                       |            | Wincenty Kućma        | 1975               | Rzeźba Dojrzewanie II zwana potocznie Groszek. Wykonana jest ze sztucznego kamienia. Jest częścią cyklu autora o tym samym tytule | [ 3 ] [ 4 ] |
| Ośrodek Kultury im. C.K. Norwida os. Górali 5                                           |            | Marian Kruczek        | 1969               | Rzeźba Mała Kochanica w kawiarni wewnątrz Ośrodka Kultury. Wykonana została z przedmiotów i odpadów znalezionych na złomowisku | [ 3 ] [ 4 ] |
| Żłobek Samorządowy nr 13 os. Centrum A                                                  |            |                       |                    | Rzeźba Kot w butach wykonana z betonu w ogródku żłobka |             |
| Dziedziniec wewnętrzny Szpitala Specjalistycznego im. S. Żeromskiego                    |            | autorzy nieznani      | lata 60./70. XX w. | Grupę tworzą cztery rzeźby. Autorami są różni artyści - rzeźba wykonana z kamienia przedstawia ciało ludzkie od pasa do kolan - kobiecy akt - łucznik - kompozycja wykonana z gliny pokrytej szkliwem ceramicznym jest rzeźbą abstrakcyjną                                                                 | [ 3 ] [ 4 ] |

## Rzeźby, które powstały jako prywatna inicjatywa artystów, i współczesne instalacje
| Adres                                                                 | Ilustracja | Autor                           | Rok                | Opis i uwagi | Źródła      |
| --------------------------------------------------------------------- | ---------- | ------------------------------- | ------------------ | --- | ----------- |
| skwer wewnątrz os. Górali, okolice bloku nr 24                        |            | Edward Rybicki i Ryszard Wójcik | 1969/70            | Rzeźba Delfin. Przedstawia delfina wykonanego z betonu bogato ozdobionego tłuczonym szkłem. Delfin osadzony jest na postumencie z otoczaków. Rzeźba była częścią fontanny, obecnie nieczynnej | [ 3 ] [ 4 ] |
| os. Zgody, plac zabaw, okolice bloku nr 7                             |            | Autor nieznany                  | lata 60./70. XX w. | Rzeźba Amor lub Putto. Wykonana jest ze sztucznego kamienia. Przedstawia pulchnego chłopca w pozycji półleżącej, opartego na dużej kuli | [ 3 ] [ 4 ] |
| skwer przed budynkiem Nowohuckiego Centrum Kultury, al. Jana Pawła II |            | Maurycy Gomulicki               | 2014 i 2016 r.     | Rzeźba Muchomory I. Pięć dużych metalowych muchomorów. Mają od 270 do 320 cm. Kapelusze z jednego kawałka blachy, nóżka z rury. Pierwsze rzeźby powstały w 2014 roku w ramach projektu Stowarzyszenia im. Ludwiga van Beethovena Wielokulturowość nie działa. Artyści przeciw przemocy. Muchomory II to trzy rzeźby siedziska wykonane z polichromowanego metalu i drewna. Zostały dofinansowane ze środków Ministra Kultury i Dziedzictwa Narodowego oraz NCK. | [ 3 ] [ 4 ] |
| os. Centrum D                                                         |            |                                 | 2020               | Instalacja artystyczna z metalu, inspirowana rzeźbami Mariana Kruczka. Wykonana w ramach projektu Spotkajmy się na podwórku – Rewitalizacja wnętrz kwartałów zabudowy na terenie Nowej Huty. | [ 8 ]       |
| os. Ogrodowe, obok Klubu Wersalik                                     |            |                                 | 2020               | Instalacja nawiązuje do istniejących na wielu podwórkach trzepaków i suszarek na bieliznę. Wykonana w ramach projektu Spotkajmy się na podwórku – Rewitalizacja wnętrz kwartałów zabudowy na terenie Nowej Huty. | [ 8 ]       |

## Rzeźby niezachowane
Wiele rzeźb nie zachowało się do czasów współczesnych. Te które się nie zachowały, znamy ze zdjęć archiwalnych. Są to:
- w parku Ratuszowym: Narciarz, Człowiek z ptakiem, Totem
- w parku Wiśniowy Sad: rzeźba matki z dwójką dzieci i łabędź. Żelbetonowa rzeźba nazywana Matka i dzieci mająca 2,20 m wysokości została ustawiona 30 maja 1965 roku. Jej autorka była absolwentka krakowskiej ASP Waleria Bukowiecka[9]. W listopadzie 1981 roku Głos Nowej Huty opublikował informację (ze zdjęciem), że z rzeźby pozostały „kikuty”[10].
- na os. Kolorowym
  - rzeźba Osiołek ozdobiona mozaiką
  - rzeźba Żyrafa wykonana z metalu

Autorką części instalacji na os. Kolorowym była Waleria Bukowiecka .